# 松前町立岡田小学校
松前町立岡田小学校（まさきちょうりつ おかだしょうがっこう）は、愛媛県伊予郡松前町にある男女共学の公立小学校。校訓は力いっぱい。

## 概要
- 松前町の北西、松山市寄りの岡田地区（旧岡田村）に位置する。

## 校区
- 校区は東西に広い。進学先中学校は私立・国立を除くと、基本的に校区内の松前町立岡田中学校のみである。

## 沿革
- 1888年　西高柳村県道沿に校舎新築
- 1890年　岡田尋常小学校と改称（4年制）
- 1892年　岡田尋常高等小学校となる（12月4日高等科設置）
- 1921年　校歌制定
- 1941年　岡田国民学校と改称
- 1947年　岡田村立岡田小学校と改称
- 1955年　松前町立岡田小学校と改称（町村合併）
- 1988年　創立100周年記念
- 2008年　創立120周年

## 校外活動
- 金管バンド
- 岡田小サッカースクール
- 岡田スポーツ少年団（ソフトボール）
- 岡田小ミニバス
- 伊予万歳クラブ

## 著名な出身者
- 片岡礼子 - 女優。4年生から6年生まで音楽クラブ[1]と、金管バンドに所属しトランペット鼓隊で活動した[2][3]。
- 升田尚宏 - 元TBSテレビアナウンサー・社員、元NHKアナウンサー

## アクセス
- 伊予鉄道岡田駅
- 国道56号